# ميخائيل سي. ديلاني
ميخائيل سي. ديلاني هو سياسي كندي، ولد في 20 نوفمبر 1849 في Malpeque Bay, Prince Edward Island ‏ في كندا، وتوفي في 20 يناير 1918.